# Libellula melli
Libellula melli – gatunek ważki z rodziny ważkowatych (Libellulidae).